# Дёмино (Ковровский район)
Дёмино — деревня в Ковровском районе Владимирской области России, входит в состав Новосельского сельского поселения.

## География
Деревня расположена в 26 км на юг от центра поселения посёлка Новый, в 28 км на юго-запад от райцентра города Ковров и в 19 км от федеральной автодороги М7 «Волга».

## История
В XIX — первой четверти XX века деревня входила в состав Милиновской волости Судогодского уезда, с 1926 года — в составе Клюшниковской волости Ковровского уезда. В 1859 году в деревне числилось 23 дворов, в 1905 году — 68 дворов, в 1926 году — 73 хозяйств.
С 1929 года деревня являлась центром Деминского сельсовета Ковровского района, с 1940 года — в составе Клюшниковского сельсовета, с 1972 года — в составе Крутовского сельсовета, с 2005 года — в составе Новосельского сельского поселения.

## Население
| 1859 | 1905 | 1926 |
| ---- | ---- | ---- |
| 242  | 415  | 376  |

| 1859 | 1905 | 1926 | 2002 | 2010 | 2021 |
| ---- | ---- | ---- | ---- | ---- | ---- |
| 242  | ↗415 | ↘376 | ↘16  | ↘11  | ↗13  |